# Marataízes
Marataízes é um município brasileiro no litoral sul do estado do Espírito Santo, Região Sudeste do país. Localiza-se a sul da capital estadual, distando desta cerca de 110 km. Ocupa uma área de aproximadamente 130 km², sendo que 10 km² estão em área urbana, e sua população foi estimada em 45 418 habitantes em 2024.

## História
Por volta do ano 1000, os índios tapuias que habitavam o sul do Espírito Santo foram expulsos para o interior do continente devido à chegada de povos tupis procedentes da Amazônia. No século XVI, quando chegaram os primeiros europeus à região, esta era ocupada pela tribo tupi dos temiminós. Marataízes partilha sua origem histórica com o município de Itapemirim, cujo povoamento europeu se iniciou em 1539, quando Pedro da Silveira estabeleceu fazenda perto da foz do Rio Itapemirim. Em 1700, chegaram, da Bahia, Domingos Freitas Bueno Caxangá, Pedro Silveira e outros, que se ocuparam da cultura da cana-de-açúcar, dando continuidade à construção do povoado.
Em 1771, quando os índios puris atacaram as Minas do Castelo (atual município de Castelo), seus moradores se refugiaram na foz do rio Itapemirim, fundando, naquele local, a Freguesia de Nossa Senhora do Patrocínio, hoje Barra do Itapemirim. Devido às facilidades de transporte e à segurança oferecida pelo ancoradouro interno a pequenas embarcações, a Freguesia cresceu rapidamente. Foi, sem dúvida, o ponto de partida de toda a colonização do Sul do Espírito Santo. O Porto da Barra do Itapemirim era a porta de saída de produtos da terra e a entrada dos primeiros colonizadores. Foi pelo porto que entraram os vagões da estrada de ferro e saiu toda a produção de açúcar, aguardente e café, que, já em 1852, era superior a 100 000 arrobas, ou seja, 1 500 toneladas.
Em 1992, Marataízes se emancipou, se tornando um município independente.

## Geografia e economia
A geografia de Marataízes se caracteriza por florestas tropicais costeiras próximas ao mar. O município é banhado pelo Oceano Atlântico tendo também porções de lagoas de água doce.
Na economia local se destacam a agricultura da plantação de abacaxi, a pesca oceânica e o turismo, que, no verão, recebe um grande número de turistas, muitos deles vindos do sul do Espírito Santo, além de estados vizinhos, principalmente Minas Gerais e Rio de Janeiro.
O município também faz divisa com Presidente Kennedy, grande polo nacional de extração de petróleo, o que garante royalties à prefeitura e investimentos no setor petrolífero. O polo urbano, comercial, educacional e industrial mais próximo é Cachoeiro de Itapemirim.

## Invasão do mar e recuperação
No final de 2001, o mar invadiu a faixa de areia da praia central, se chocando diretamente com a Avenida Atlântica, destruindo até partes do calçadão de concreto. No entanto, no ano de 2008, o Governo Estadual iniciou uma grande e ousada obra para a recuperação da praia central de Marataízes. A recuperação da praia central de Marataízes compreende duas etapas, consistindo em recompor o trecho afetado por erosões com estruturas de enrocamento (5 no total) e o engordamento da faixa de areia e reurbanização completa para devolver a balneabilidade. 
O projeto foi elaborado pelo Instituto Nacional de Pesquisas Hidroviárias, que baseou-se em estudos das situações pretéritas, climas de ondas, correntes marítimas, transportes de sedimentos, intensidade de maré e direção de ondas. Tais dados permitiram a modelagem matemática que indicaram a solução para o local. Os modelos matemáticos mostraram as formas destas obras que melhor atendem às necessidades estruturais e melhor desempenham seus papéis no meio ambiente.
A primeira etapa contemplou a construção de duas estruturas de pedras, uma ao norte e outra ao sul da praia. Na segunda etapa, foram construídas três estruturas de pedras, por etapas, protegendo e recuperando trechos sucessivos da praia, do sul para o norte, combinando a obra de construção das estruturas de pedras com o correspondente aterro na sua respectiva área de influência. No dia 6 de maio de 2009, foi conhecida a empresa que venceu a licitação pública, no valor de 41 500 000 reais: o Consórcio Contractor Rohde Nielsem, de origem dinamarquesa, para a segunda e última etapa das obras, que começaram em 16 de junho de 2009. No dia 7 de dezembro de 2009, o governador Paulo Hartung acionou a draga que irá recompor a faixa de areia da praia (a última etapa da obra). A dragagem tem prazo de 1 mês para ser concluída.
Espera-se a recuperação total da economia no turismo já para o verão de 2010 com prospecto de crescimento em 2011. 

## População
A população de Marataízes, segundo o último censo demográfico realizado pelo IBGE em 2010, é de 34.140 habitantes. Assim o município é o maior do litoral sul, excluindo Guarapari que faz parte da Grande Vitória. E também o segundo maior de toda a região sul do estado, com aproximadamente a mesma população de Castelo, que tem 34.768 habitantes. Cachoeiro de Itapemirim, o pólo da região, é o maior município com 189.889 habitantes.
A população de Marataízes teve um grande salto nos últimos anos, aumentando 11% nos últimos 10 anos, desde o Censo IBGE de 2000 até o Censo realizado em 2010.Isso reflete no crescimento do comércio no município, que é bem visível, com a instalação de importantes redes de lojas do estado, como a Itacar Motors, Honda Motors, Dadalto, Sipolatti, Antônio Auto-peças, Bom Sabor, Lojas Mercadão, Econômico, Juci, Megalar, entre outras.
Comparando a evolução da população do município de Marataízes com outros municípios da região, da Grande Vitória e municípios fluminenses, além dos estados capixaba e fluminense e o país, temos a seguinte tabela.

## Regiões e bairros
O município é dividido em dois distritos, sendo eles: Marataízes (sede) e Barra do Itapemirim.
Marataízes a Pérola Capixaba
- Área Urbana: Área Norte (Barra do Itapemirim): 10 Bairros (Pontal, Barra do Itapemirim, Areias Negras, Filemon Tenório, Candinha, Monte Carlo, Wandamaria, Cidade Nova, Acapulco e Queimada). Área Sul: Nova Marataízes (antiga Lagoa Funda), Lagoa Dantas e Lagoa do Siri.
- Área Central: 27 bairros (Cidade Nova, Santa Rita, Ilmenita, Jardim Balneário Elza, Arraias, Miramar, Baixa dos Ubás, Centro, Belvedere, Santa Tereza, Elza, Esplanada, Esplanada II, Baixa Bonita, Alvorada, Bela Vista, Belo Horizonte, Novo Horizonte, Belo Horizonte Otil, Lourdes I, Lourdes II, Atlântico, Fátima, Dona Ruth, Nossa Senhora Aparecida, Xodó e Pedrolândia, Lagoa Funda.
- Área Rural: 10 localidades - (Jacarandá, Capinzal, Brejo dos Patos, Fazenda Canaã, Jaboti, Nova Jerusalém, São João do Jaboti, Sol Nascente, Boa Vista do Sul e Praia dos Cações).

## Biodiversidade
Marataízes é banhada pelo Oceano Atlântico, o que confere um número grande espécies marinhas e tropicais. A cidade é palco de três fenômenos naturais:
- O deságue do Rio Itapemirim no mar, dando ao município grande variedade de peixes, tanto de água doce como oceânicos. A migração de peixes entre os dois ecossistemas é constante. As praias próximas ao rio são procuradas por pescadores amadores e esportivos.
- A migração definitiva de habitat do Callinectes sapidus (siri). No local conhecido como Lagoa do Siri, essa espécie deixa o oceano atlântico migrando para uma grande lagoa de água doce, se reproduzindo e constituindo um habitat comum.
- A migração e reprodução de Sterna paradisea (andorinha) provenientes da América do Norte, que chegam à região por volta do mês de dezembro para se reproduzir e retornar no início de março. Algumas dessas andorinhas são marcadas por centros de pesquisa/biologia estrangeiros e já foram encontradas por moradores da região.
- Nos pequenos fragmentos de restinga encontrados nesta região, pode-se encontrar uma espécie de formiga cortadeira endêmica destes ambientes chamada Atta robusta Borgmeier, 1939, conhecida popularmente como saúva-preta. Esta espécie está no Livro Vermelho da Fauna Brasileira Ameaçada de Extinção.

## Pontos turísticos e históricos

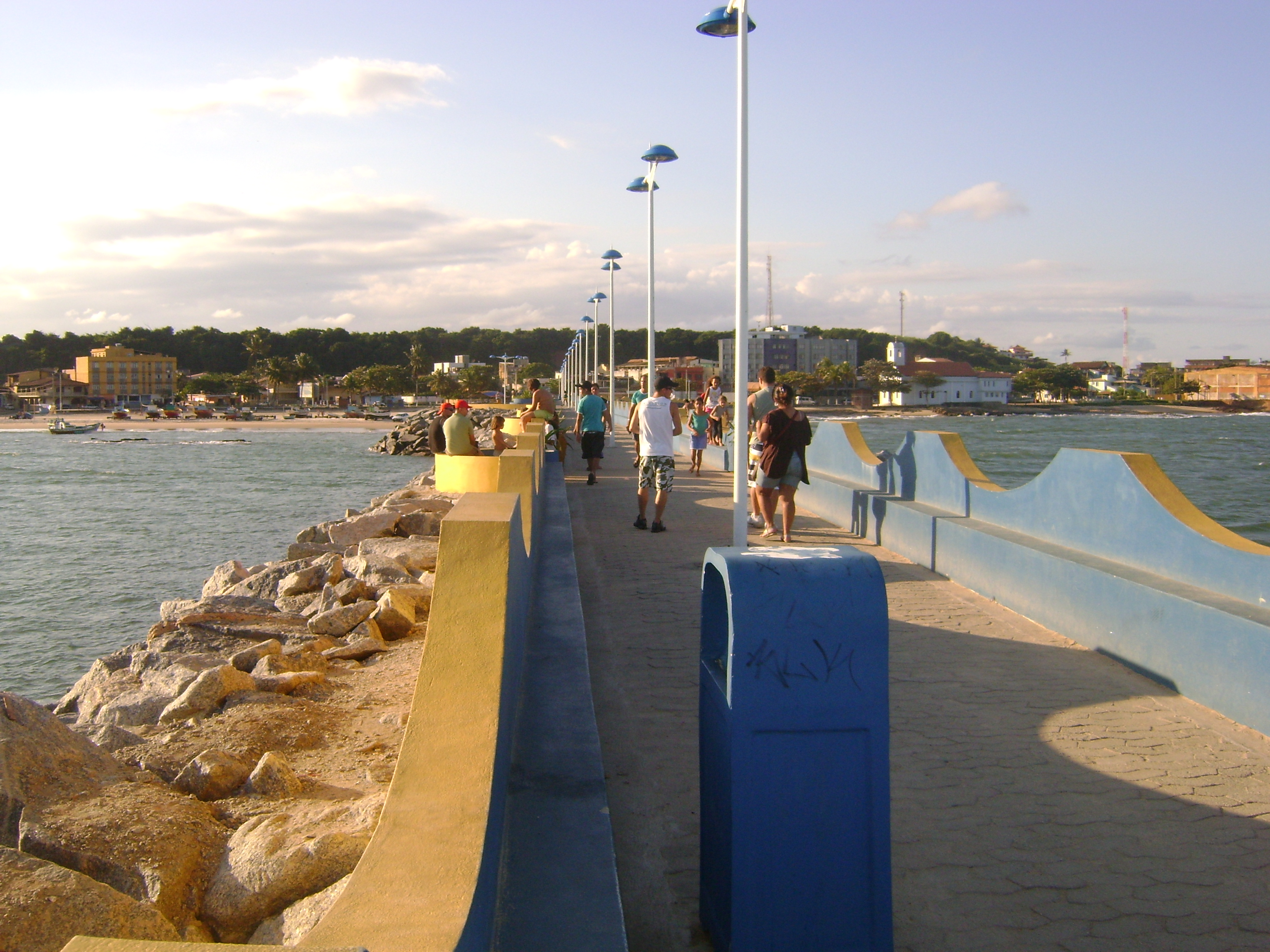
Pier da Praia Central

Marataízes destaca-se no sul do estado do Espírito Santo por ser uma cidade conhecida por suas praias e belezas naturais, sendo conhecida como a Pérola Capixaba, recebendo em especial no período de verão inúmeros turistas de diversas localidades, o turismo é fator de extrema importância para o município assim como a agricultura. Após o projeto de recuperação da Praia Central, a cidade ganhou três piers sendo um deles, um dos pontos turísticos da cidade, pela sua beleza e vista da orla de dia ou a noite, o pier da praia central tornou-se cartão postal da cidade.
Outro ponto turístico da cidade é a Lagoa do Siri, rodeada de quiosques e palco de diversos eventos musicais e esportivos no verão, tem em suas proximidades alguns campings, destacando-se o Camping do Siri, um dos maiores campings do Brasil, com uma estrutura moderna conta além do próprio local para barracas e acampamento, com chalés, e serviço de hotelaria, além de restaurante, bar e atividades de recreação para crianças e adultos, shows, e extensa área verde além de saída para a praia, tendo uma infraestrutura de uma pequena cidade dentro da cidade.
Localizado na Barra de Itapemirim, o Palácio das Águias é um dos principais pontos históricos da cidade, construído na metade do século XIX sua arquitetura possui um estilo colonial português, nas suas dependências, havia dois leões de mármore, duas águias como adornos no alto do palácio, vitrais franceses e seu interior todo em madeira europeia. O Palácio das Águias após anos de abandono, passou por restaurações que o deixaram como novo, recebendo alguns eventos culturais, além da visitação aberta ao público, todo seu entorno passou por obras, onde conta com uma pequena praça e um bonito porto de madeira as margens do rio Itapemirim onde deságua no oceano. O local que tem vista para a ponte do pontal, tem do outro lado um pier que liga a uma pequena ilha, chamada ilha de Itaputera.
Um outro ponto histórico da cidade, ainda que pouco conhecido por turistas, é a antiga Estação Ferroviária de Marataízes, atual posto de informações turísticas do município. A linha da antiga Estrada de Ferro Itapemirim, tinha como função escoar toda a produção de abacaxi, cana e açúcar vinda de Cachoeiro de Itapemirim até o Porto da Barra de Itapemirim, além de transportar passageiros rumo à Marataízes, os quais desembarcavam na pequena e charmosa estação e seguiam para as praias do município, principalmente nas épocas de verão. Inaugurada em 1912, e tendo seu trajeto expandido até o município em 1925, a ferrovia foi extinta após a instalação da indústria automobilística no Brasil e a implementação da política de construção de rodovias, para privilegiar o transporte rodoviário de cargas, nos anos 1960. Apesar do fim da ferrovia, a estação manteve-se de pé e por anos foi o terminal rodoviário da cidade e durante algum tempo, abrigou a sede do Corpo de Bombeiros. Desde 2017, a antiga estação abriga um posto de informações turísticas.

## Galeria

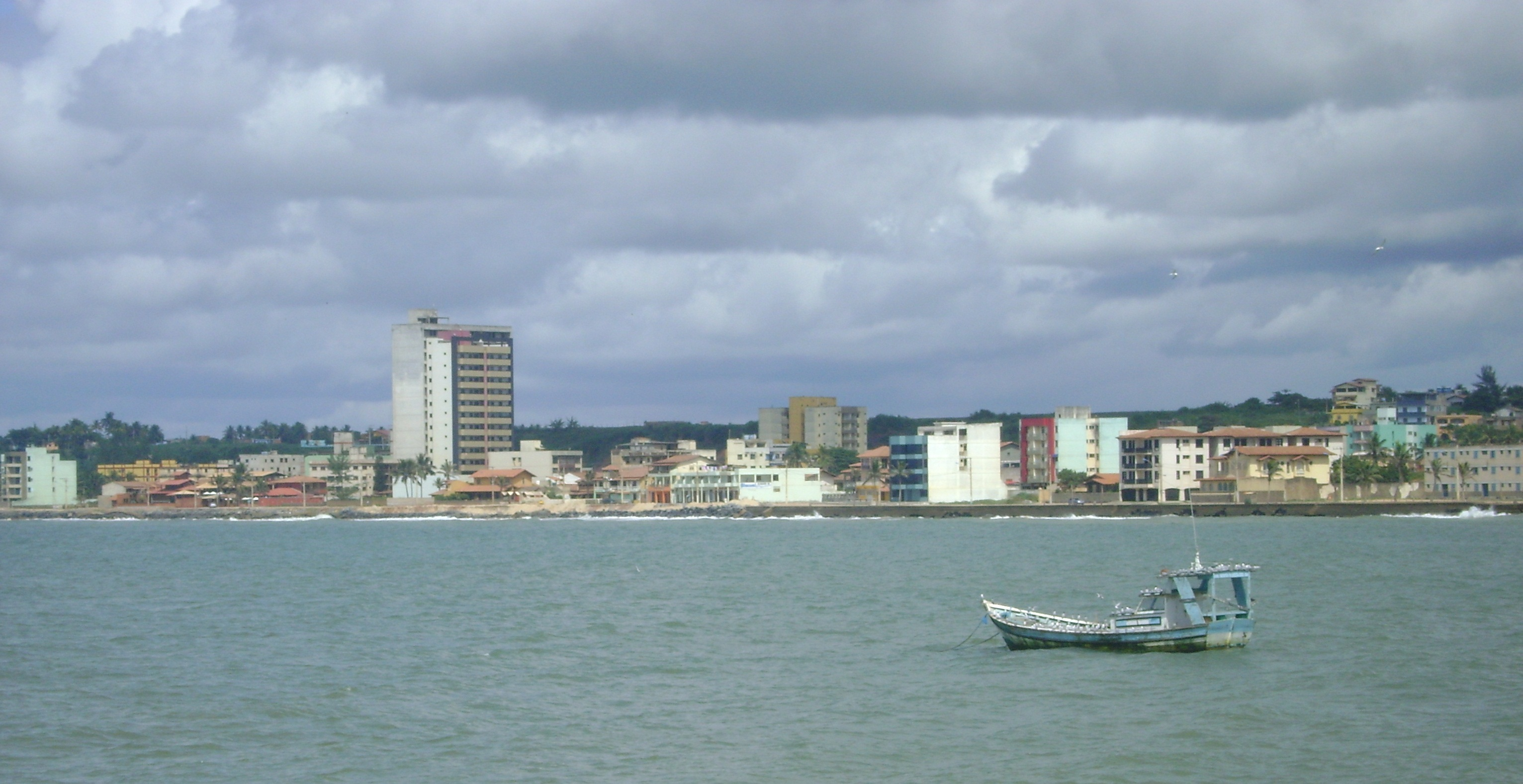
Bairro Xodó
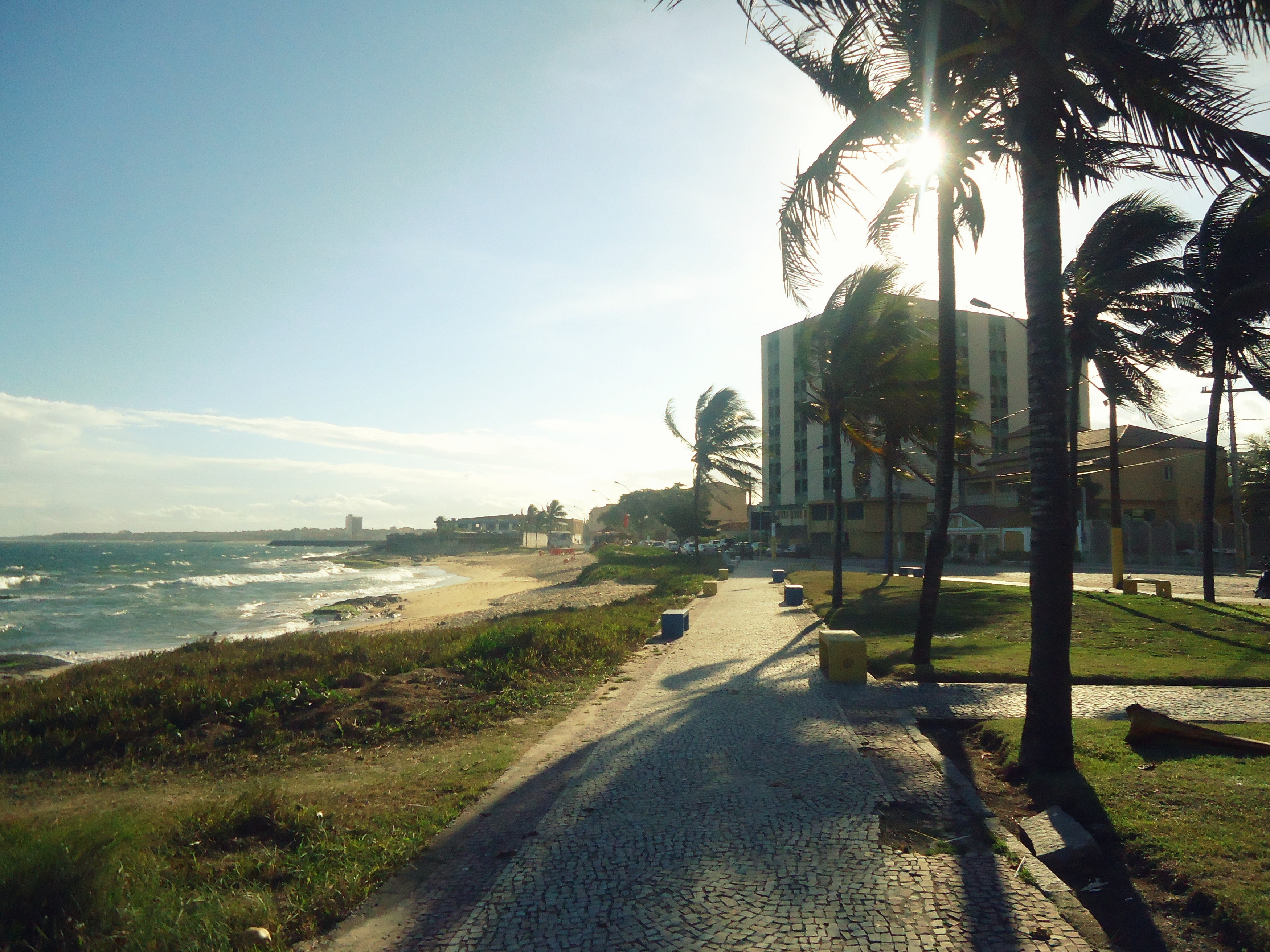
Vista da região do edifício Carone com a Praia do Iate
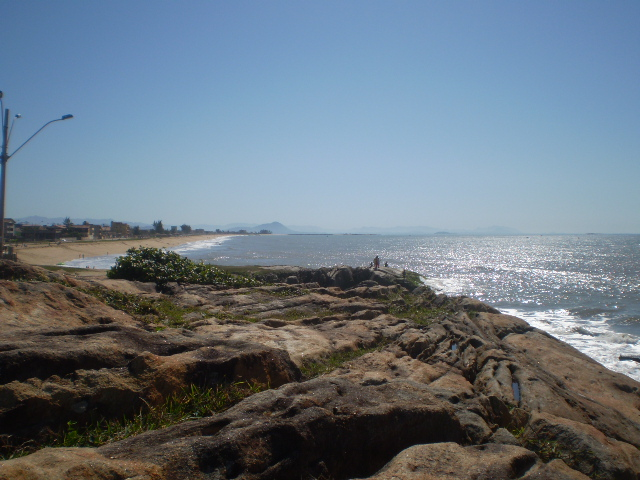
Praia da Cidade Nova
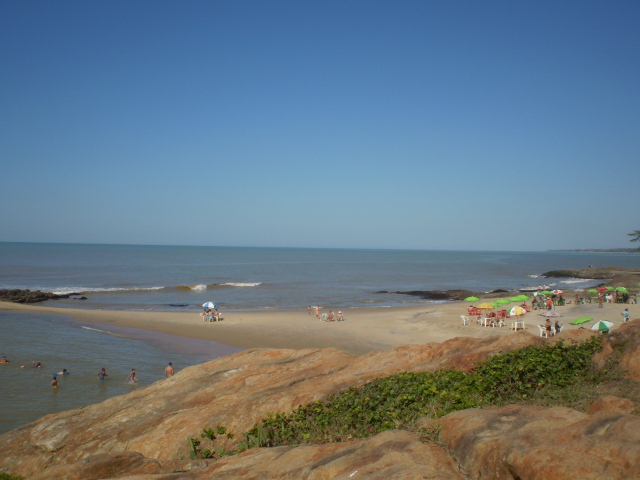
Praia da Cruz
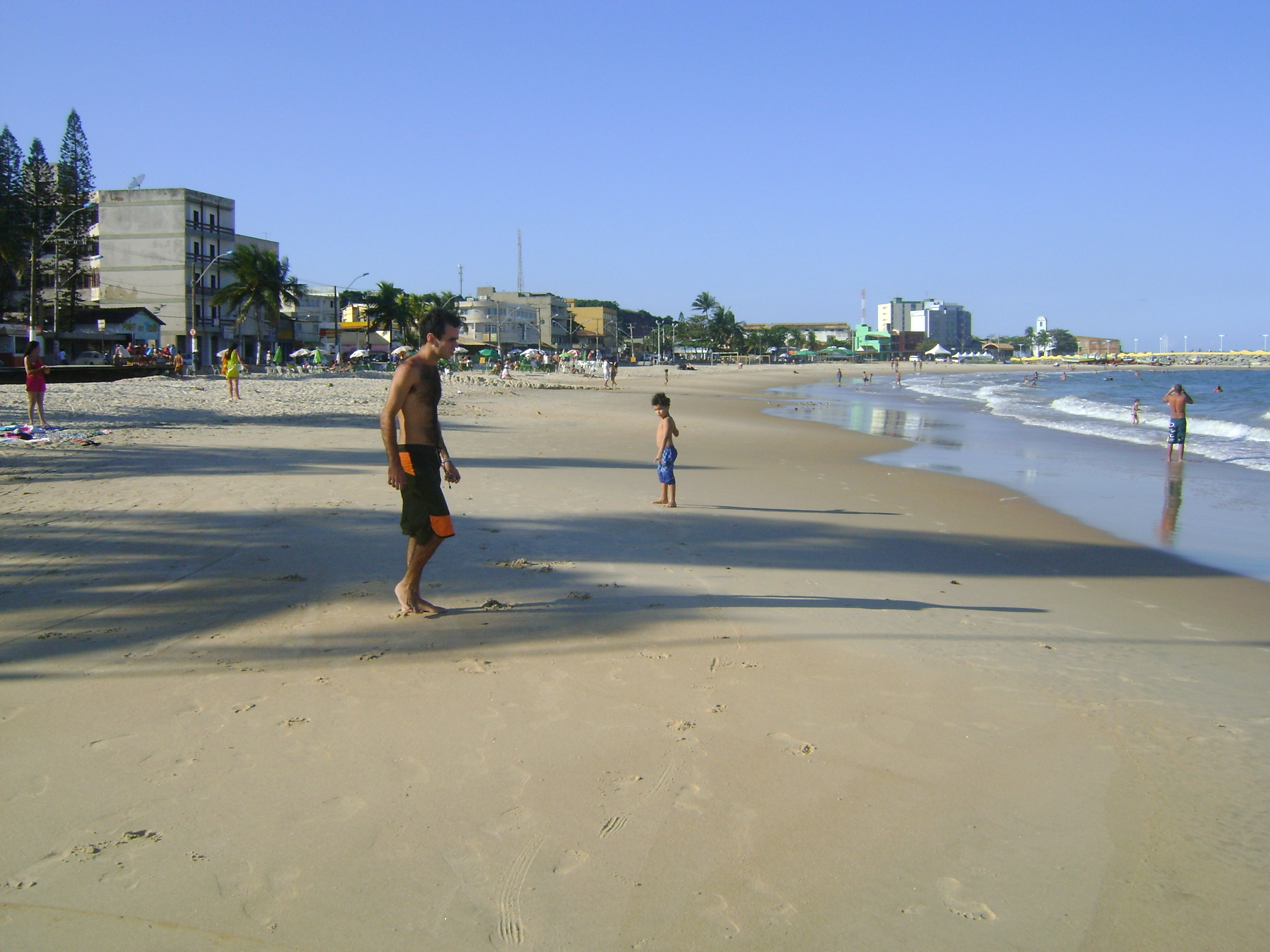
Praia Central
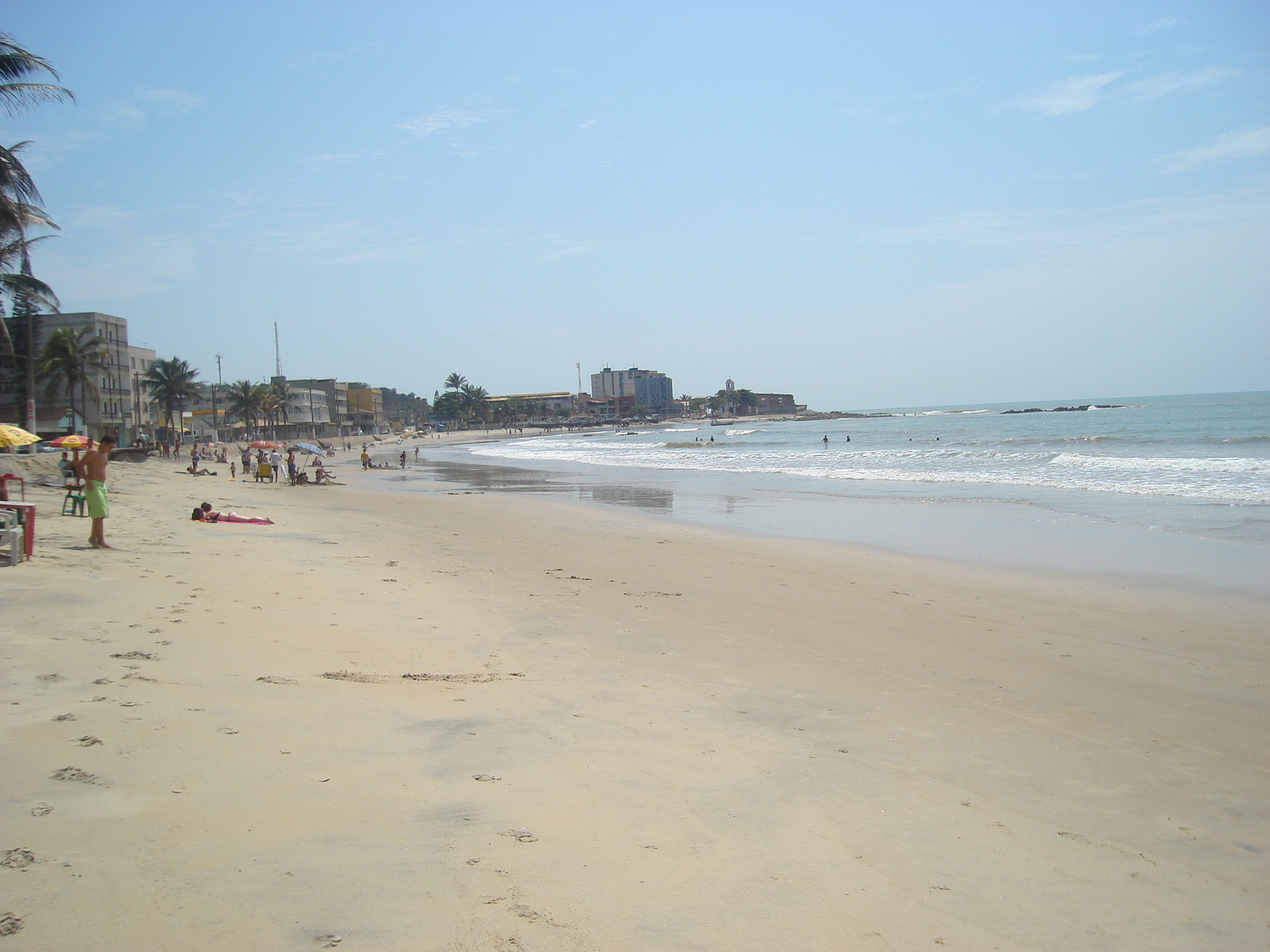
Praia Central de Marataízes
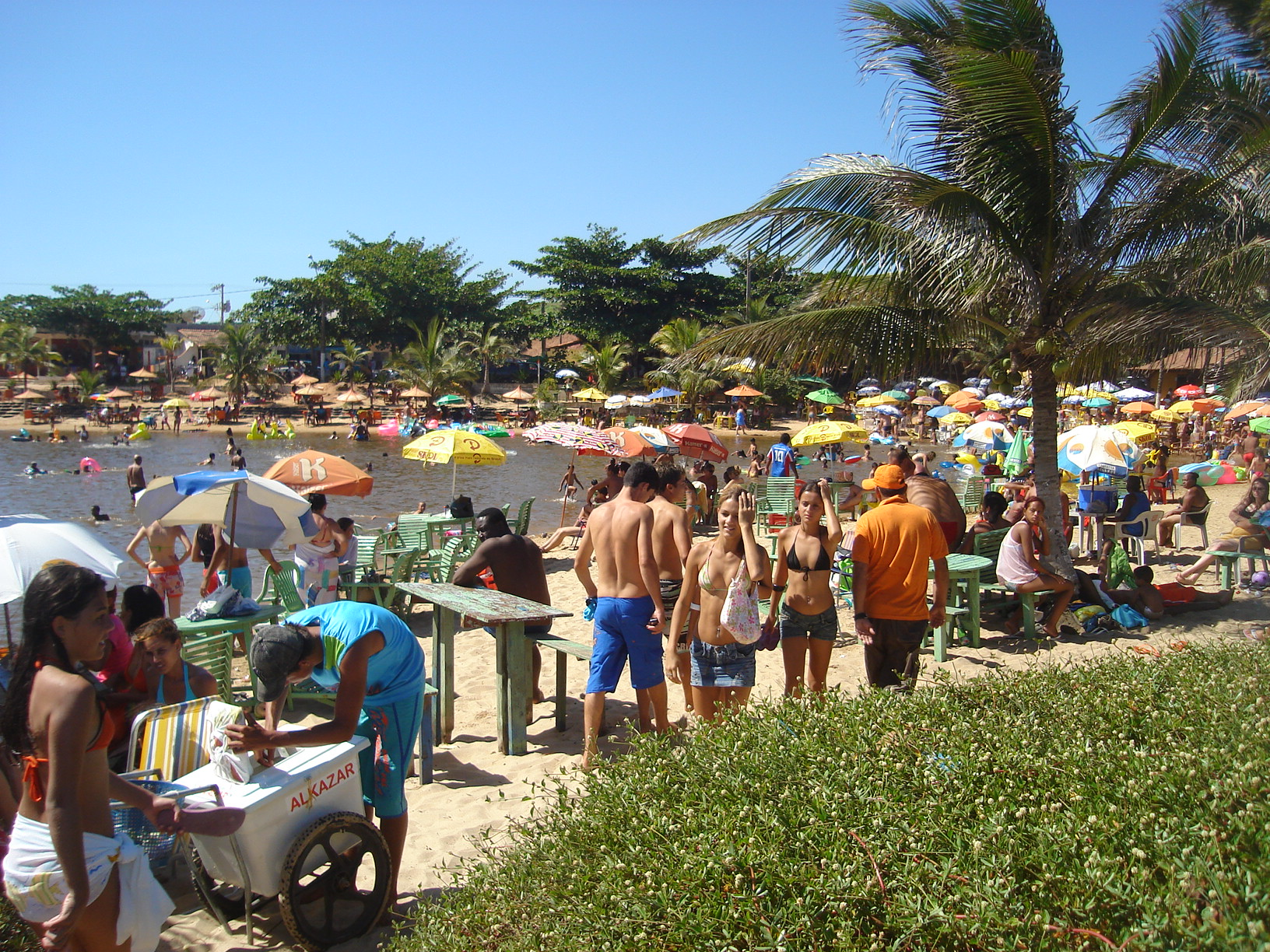
Lagoa do Siri na temporada de verão